# Pseudoschwagerina
Pseudoschwagerina es un género de foraminífero bentónico de la subfamilia Pseudoschwagerinae, de la familia Schwagerinidae, de la superfamilia Fusulinoidea, del suborden Fusulinina y del orden Fusulinida. Su especie tipo es Schwagerina uddeni. Su rango cronoestratigráfico abarca desde el Sakmariense (Pérmico inferior) hasta el Kunguriense (Pérmico superior).

## Discusión
Clasificaciones más recientes incluyen Pseudoschwagerina en la superfamilia Schwagerinoidea, y en la subclase Fusulinana de la clase Fusulinata.

## Clasificación
Se han descrito numerosas especies de Pseudoschwagerina. Entre las especies más interesantes o más conocidas destacan:
- Pseudoschwagerina beedei †
- Pseudoschwagerina fusiformis †
- Pseudoschwagerina nucleolata †
- Pseudoschwagerina uddeni †
- Pseudoschwagerina vulgaris †

Un listado completo de las especies descritas en el género Pseudoschwagerina puede verse en el siguiente anexo.
En Pseudoschwagerina se han considerado los siguientes subgéneros:
- Pseudoschwagerina (Occidentoschwagerina), aceptado como género Occidentoschwagerina
- Pseudoschwagerina (Robustoschwagerina), aceptado como género Robustoschwagerina
- Pseudoschwagerina (Zellia), aceptado como género Zellia